# الاستراتيجية الإعلامية
تستخدم الاستراتيجية الإعلامية في صناعات الإعلان أو توصيل المحتوى (البث عبر الإنترنت) ، عن طريق تسليم الرسائل إلى المستهلكين أو الأسواق المتخصصة. وهي تشمل تحديد خصائص الجمهور المستهدف أو السوق المستهدف. أولئك الذين ينبغي أن يتلقوا الرسائل وتحديد خصائص الوسائط التي سيتم استخدامها لإيصال الرسائل. والهدف من ذلك التأثير على سلوك الجمهور المستهدف أو السوق ذات الصلة. والموجز الأولي يتمثل في أمثلة هذه الإستراتيجيات اليوم التي تدور حول نهج الاتصالات التسويقية المتكاملة حيث يتم استخدام قنوات متعددة من الوسائط مثل الإعلان والعلاقات العامة والأحداث ووسائط الاستجابة المباشرة ، إلخ.
تم استخدام هذا المفهوم بين مؤيدي برامج الترفيه والتعليم حيث يتم دمج الرسائل المؤيدة للمجتمع في البرامج العرضية الدرامية لتغيير مواقف الجمهور وسلوكياته في مجالات مثل تنظيم الأسرة ومحو الأمية والتغذية والتدخين وما إلى ذلك.

## الملخص
الوسائط هي وسيلة أو أداة تُستخدم للتعبير عن الرسائل وإيصالها إلى الجماهير المستهدفة. هناك أنواع مختلفة من الوسائط ، بما في ذلك على سبيل المثال الوسائط المرئية والوسائط الصوتية ووسائط الفن الشعبي التقليدي. يمكن أن تتداخل هذه أيضًا مع بعضها البعض ، والتلفزيون هو مثال نموذجي للوسائط المرئية والمسموعة. الاستراتيجية ، من ناحية أخرى ، هي خطة تم إنشاؤها لمساعدة فرد أو منظمة على تحقيق أهداف معينة. تُطبق الاستراتيجية الإعلامية تحديداً بشكل شائع في مجالات العلاقات العامة والتسويق والإعلان. وذلك من خلال الاستفادة من الأشكال المختلفة للوسيط .يمكن للاستراتيجية الإعلامية أيضاً أن تلعب تأثيرًا فعالاً في إقامة علاقة جيدة مع العملاء ، وبناء صورة جيدة للعلامة التجارية ، وتحسين إيرادات المبيعات ، وما إلى ذلك.

## مراحل الإنشاء
في طريقة إنشاء استراتيجية إعلامية ، هناك ثلاث مراحل لبناء إطار عمل استراتيجي وهي البدء ، والنشر ، والنضج. وسيكون لكل مرحلة تركيزها الخاص. مرحلة البدء هي المرحلة الأكثر شيوعًا التي تمر بها غالبية الشركات عند تطوير استراتيجيات وسائل الإعلام. يرشد الأشخاص إلى تحديد التركيبة السكانية المستهدفة والقناة الأنسب المقابلة من خلال البحث الأولي والبحث الثانوي. تساعد نتائج البحث على فهم الجمهور المستهدف في طبقة أعمق وبالتالي تجنب بعض المخاطر المحتملة بالإضافة إلى الخسائر المكلفة قبل التنفيذ. يعد إجراء الأبحاث خطوة أساسية لمساعدة صانعي القرار في الكشف عن الجانب الخفي من السوق وفهم سلوكيات المستهلك بشكل أفضل وفقًا لذلك. بمجرد تحديد الجمهور المستهدف والقناة الإعلامية. تتجه الشركات نحو هدفها عندما يتعلق الأمر بمرحلة الانتشار. خلال هذه المرحلة ، يتم تحفيز الناس على التفكير في النتيجة المحددة التي يهدفون إلى تحقيقها من خلال الاستراتيجية الإعلامية ، والتي يمكن أن تكون متنوعة للغاية بين الأطراف المختلفة. على سبيل المثال ، تميل المنظمات غير الربحية إلى زيادة الوعي العام من خلال استراتيجية إعلامية جيدة التصميم بينما تهتم الشركات العامة بعدد الأرباح التي سيتم إخراجها من استراتيجية وسائل الإعلام. أخيرًا في مرحلة النضج, لا يعد التركيز الرئيسي هو الهدف بل المراقبة. من المرجح أن تؤدي مراقبة ما يحدث في منصات التواصل الاجتماعي إلى توليد رؤى مهمة لن يتم العثور عليها في أي مراحل سابقة.

## دراسات الحالة
حققت Old Spice ، وهي علامة تجارية أمريكية قديمة لمنتجات العناية بالرجل ، نجاحًا تسويقيًا كبيرًا من خلال تنظيم حملات على وسائل التواصل الاجتماعي لمجموعة اجتماعية مستهدفة صحيحة. على الرغم من أن الرجال هم المستهلكون المباشرون لمنتج غسول الجسم Old Spice ، إلا أنهم نادرًا ما يشترونه بأنفسهم في حين أن النساء هن المشترين الفعليين لغسول الجسم للرجال. فيما يتعلق بمثل هذه النتائج البحثية الكمية ، صممت Old Spice سلسلة من حملات وسائل التواصل الاجتماعي لجذب المستهلكين الإناث وأدت في النهاية إلى زيادة حادة في المبيعات. لذلك ، يمكن أن تكون الاستراتيجية الإعلامية مفيدة بشكل خاص ومدفوعة بالربح عند تنفيذها للجماهير المستهدفة الصحيحة ، وإجراء البحوث هو نهج فعال للتحقق من المجموعة المستهدفة. إذا نظرنا إلى الوراء إلى حالة Old Spice ، فإن استراتيجية وسائل التواصل الاجتماعي ليست فقط لإنشاء تأثيرات الشبكات والتأثير الفيروسي. الهدف النهائي هو تحديد الوسيلة الأنسب للوصول إلى الجمهور المستهدف وبالتالي نقل الرسائل بكفاءة.

## عناوين أخرى
- تسويق وسائل الاعلام الاجتماعية
- استراتيجية التسويق
- التعريف بالتسويق الرقمي.
- التسويق